# Pulsar Search Collaboratory
La Col·laboració de la Recerca de Púlsars (Pulsar Search Collaboratory en anglès) és un projecte conjunt de l'Observatori de Radioastronomia Nacional i la Universitat de Virgínia Occidental als Estats Units que involucra estudiants de secundària en una investigació astronòmica. Està basada a l'observatori de Green Bank que té el radiotelescopi dirigible més gran del món. Els estudiants visiten l'observatori per un programa de formació, on aprenen directament dels astrònoms. Després porten el programa als seus instituts i formen clubs amb els seus companys. Tenen accés a un enorme conjunt de dades d'uns 30 terabits i ajuden els astrònoms a buscar púlsars en les dades. El programa ha tingut un gran èxit, i fins al març de 2016, els estudiants han descobert set púlsars nous.

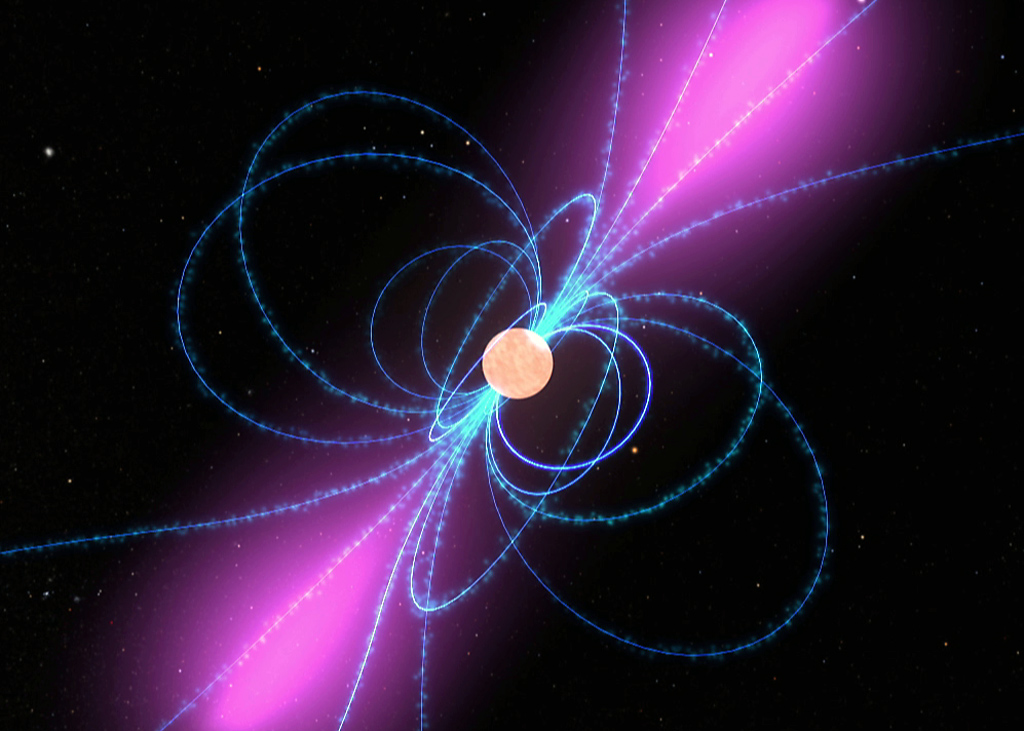
Representació d'un púlsar, un estel de neutrons que emet radiacions periòdiques

## Història del programa
La col·laboració va començar el 2007, quan el telescopi GBT es va trencar i no podia ser dirigit. Llavors dos astrònoms, Duncan Lorimer i Maura McLaughlin de la Universitat de Virgínia Occidental van decidir fer servir el telescopi de totes maneres, recollint moltíssimes dades del cel sense rumb per buscar púlsars. Més tard, Sue Ann Heatherly, una educadora de l'observatori, va tenir la idea de reclutar estudiants per ajudar.

## Èxits
Des del seu inici, la Col·laboració de la Recerca de Púlsars ha involucrat a centenars d'estudiants a ciència moderna. El resultat ha estat el descobriment de set púlsars i un altre objecte transitori, moltes publicacions, un documental, i una participació i confiança millorada d'estudiants (especialment les noies) en astronomia.